# Lomatium
Lomatium är ett släkte av flockblommiga växter. Lomatium ingår i familjen flockblommiga växter.

## Bildgalleri

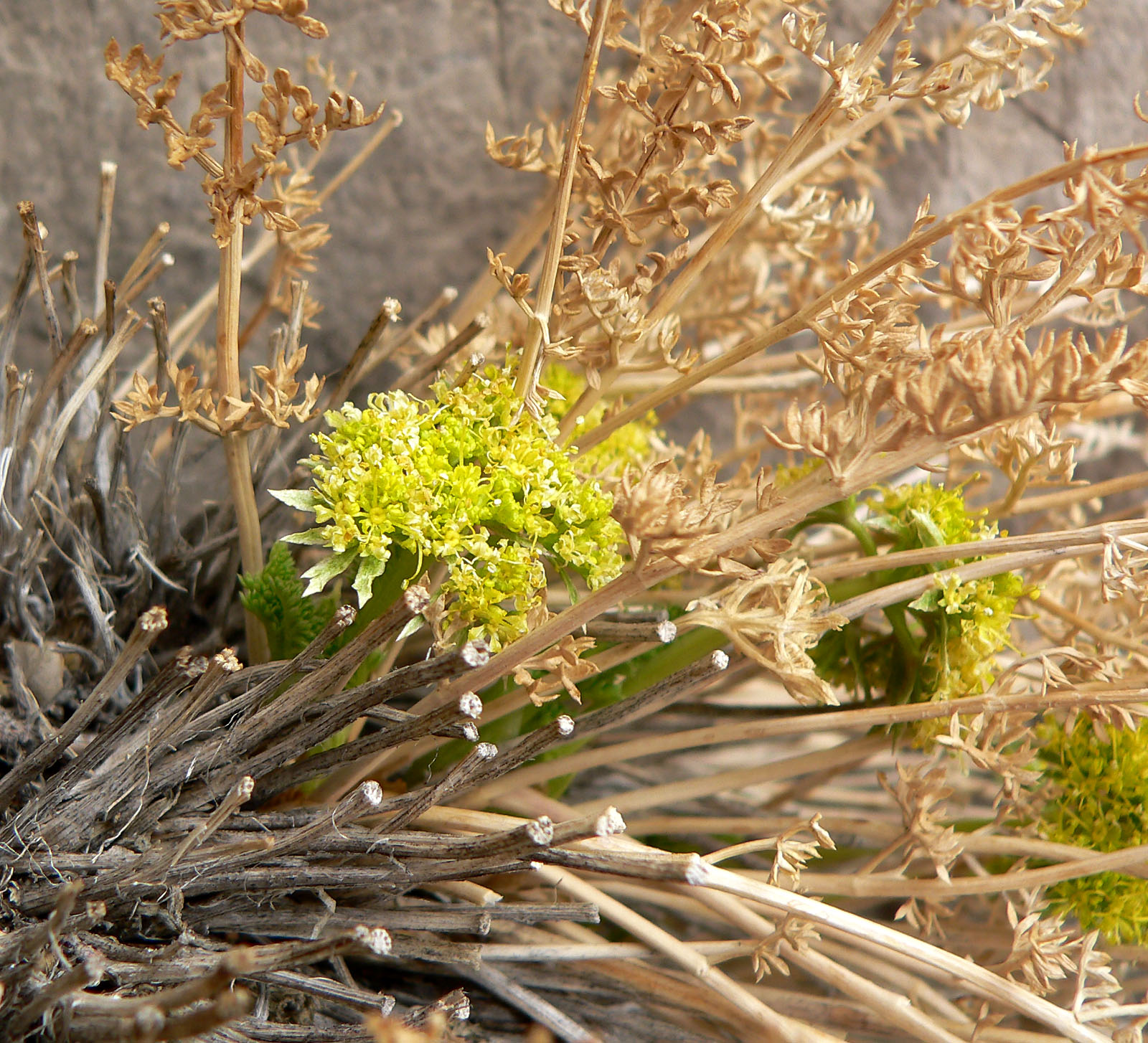
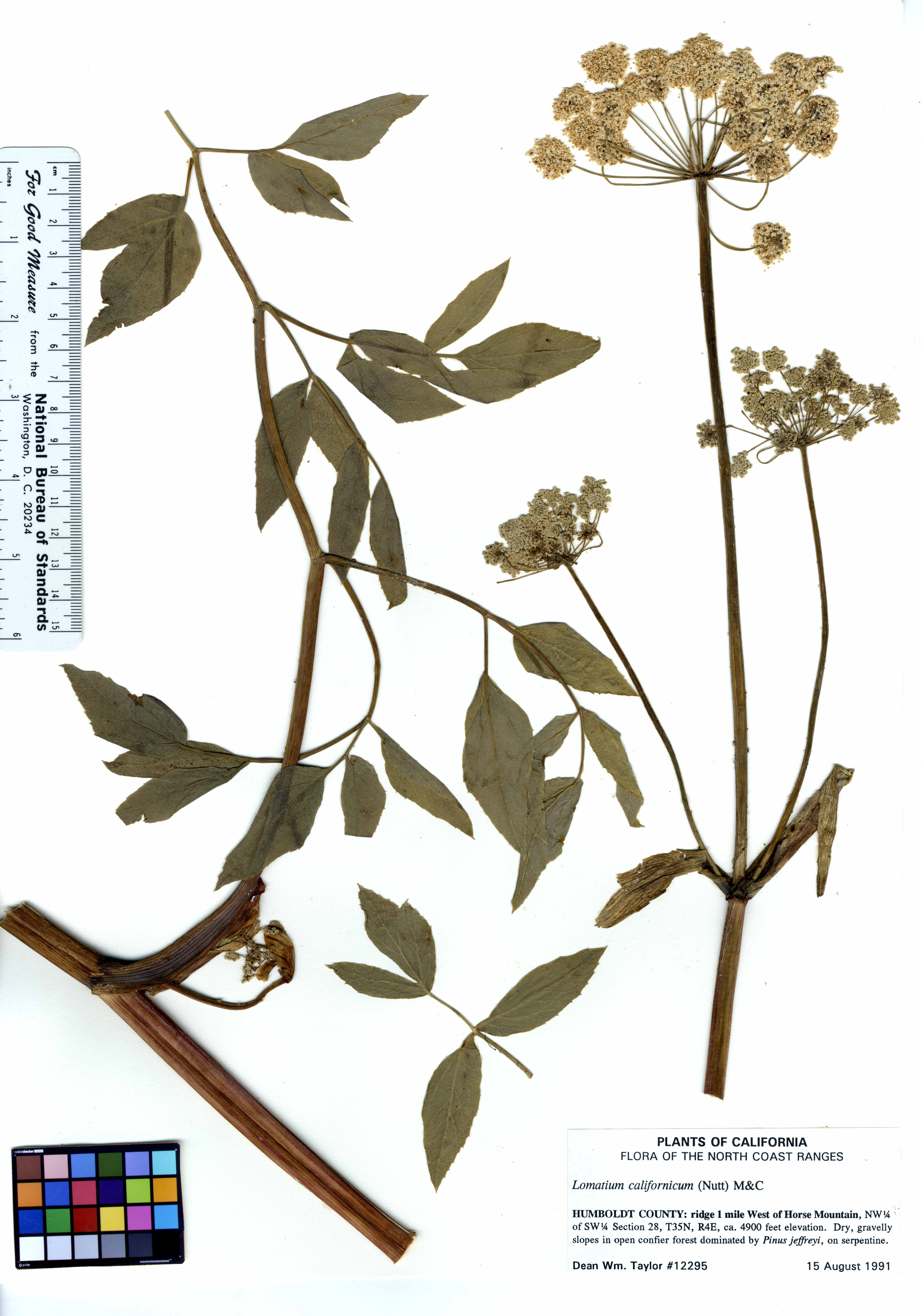
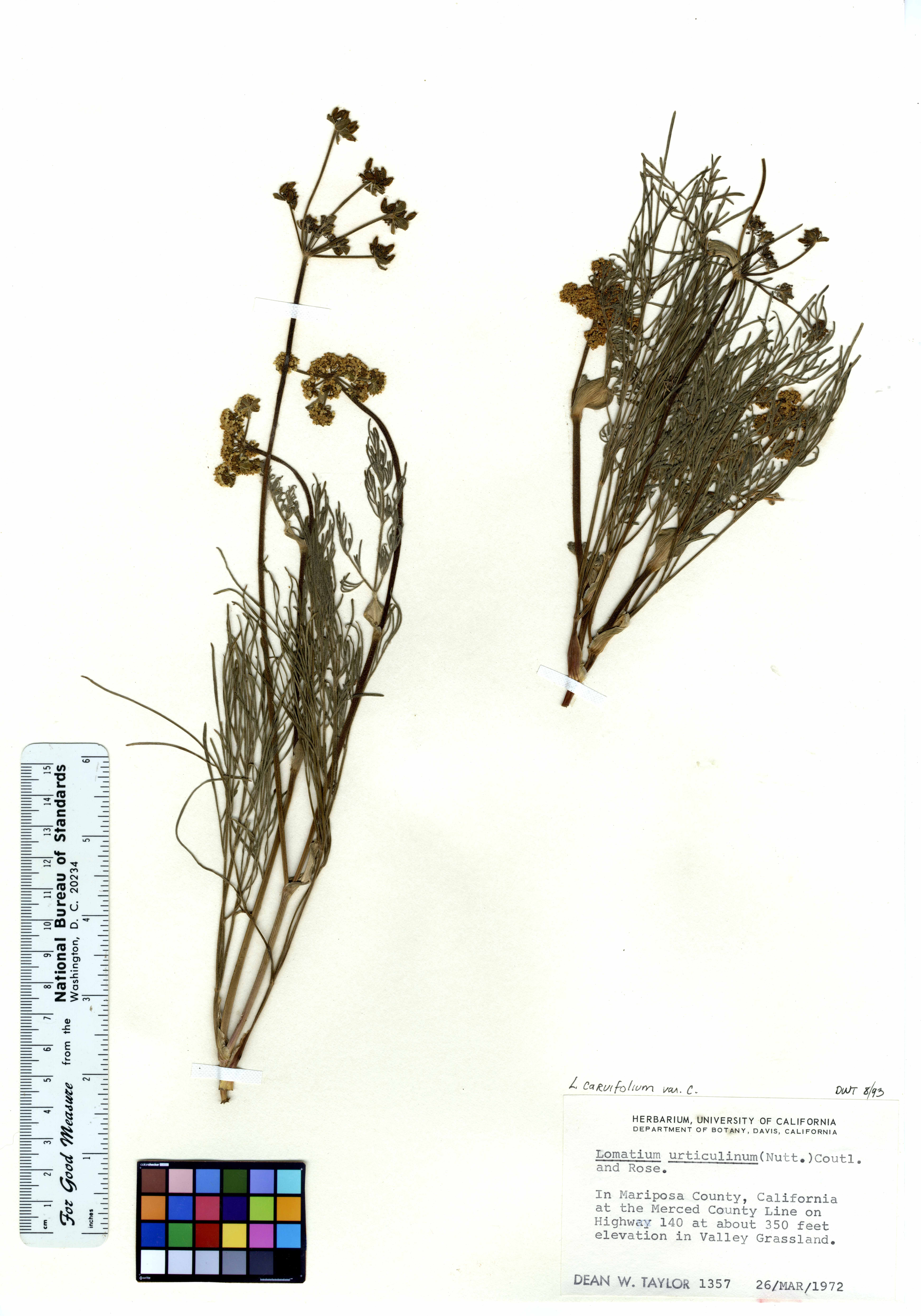
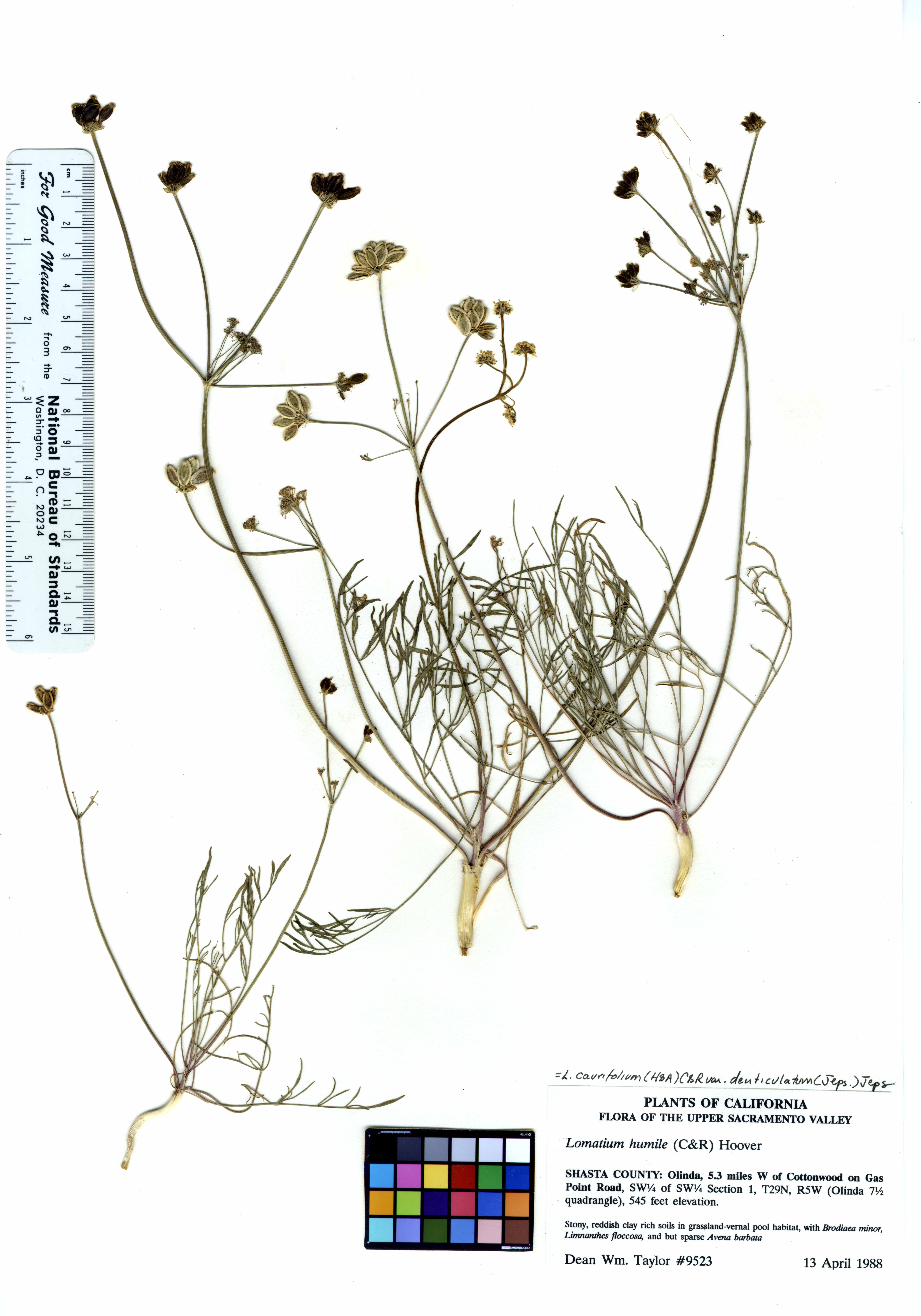
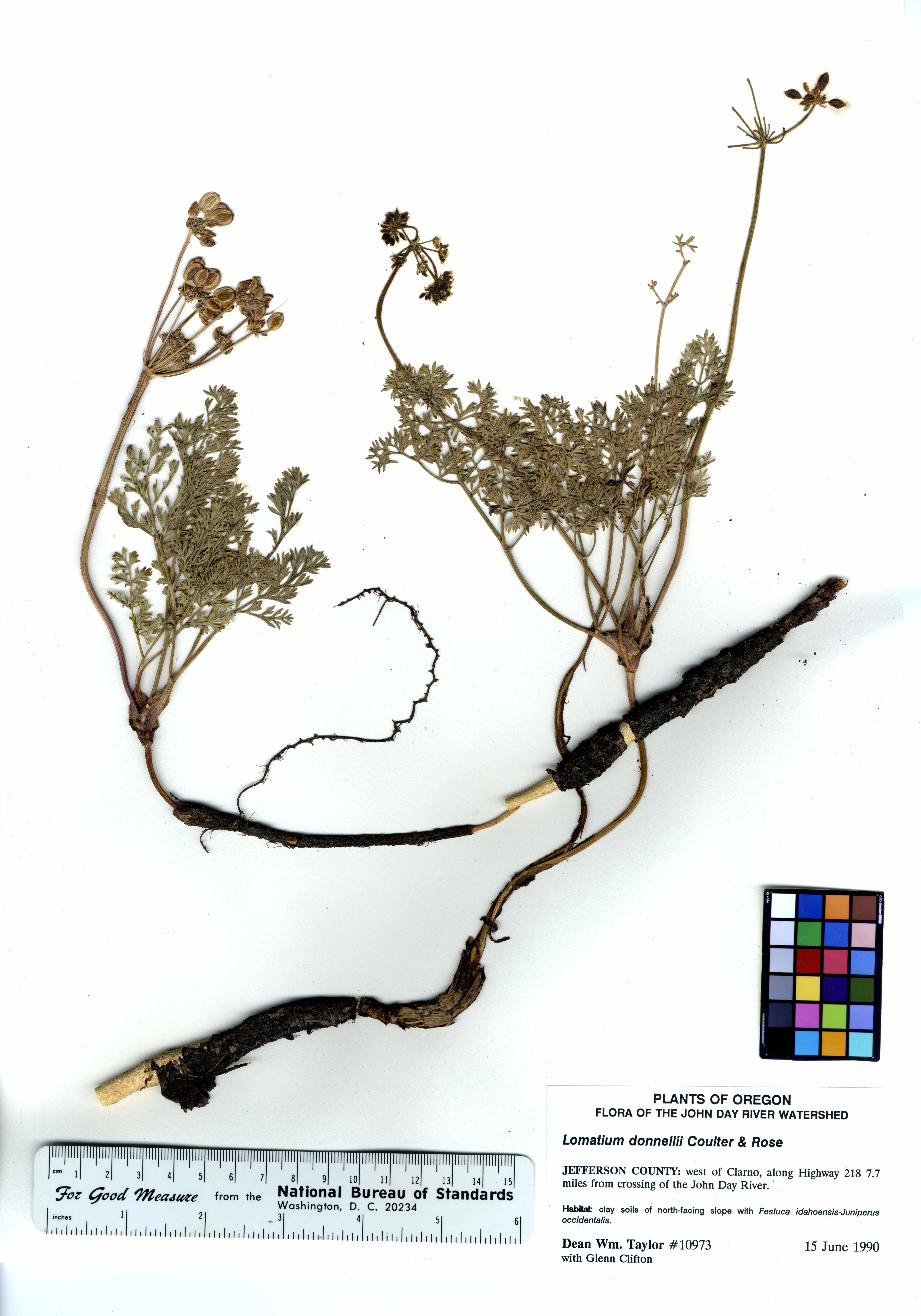
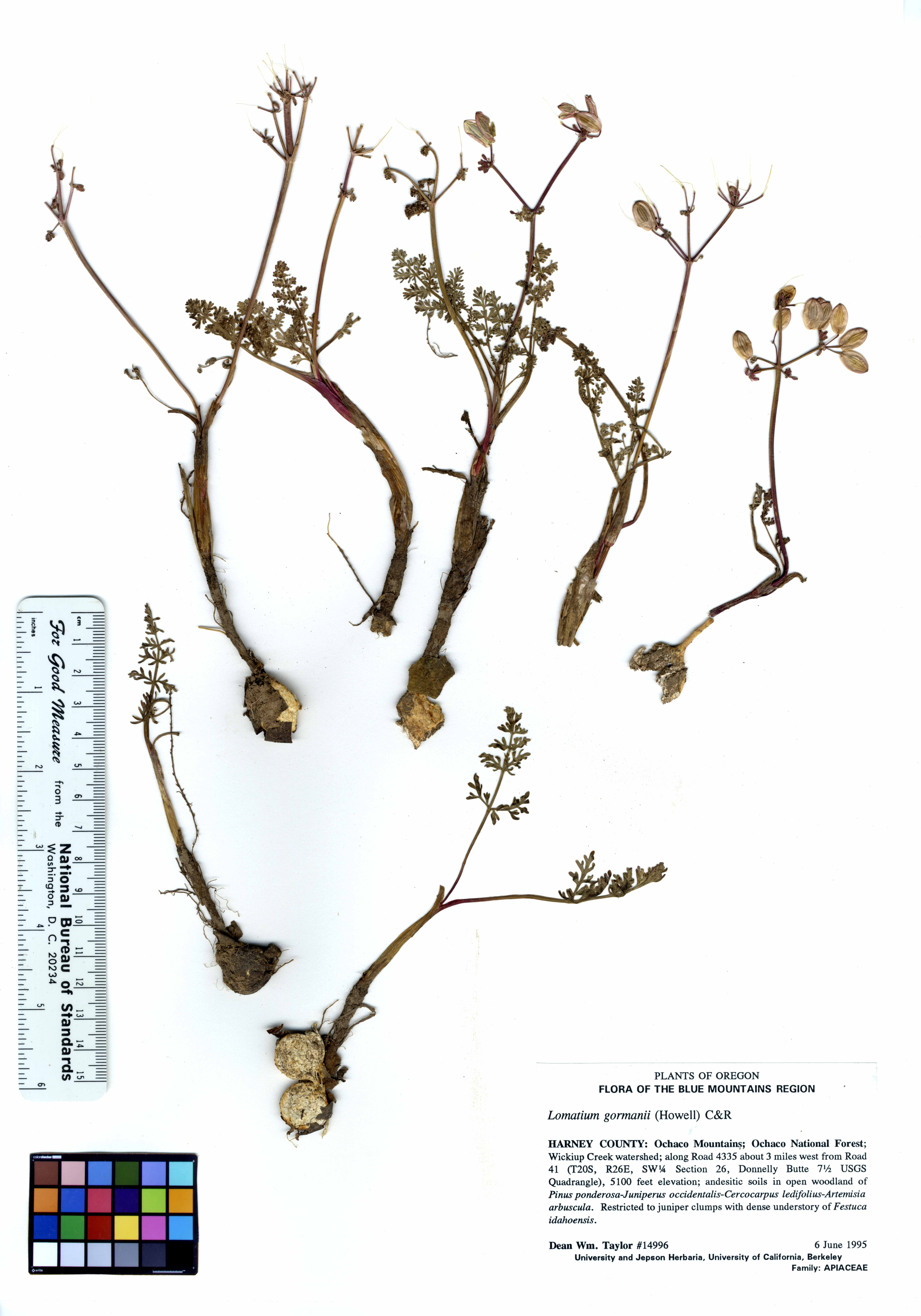

## Dottertaxa tillLomatium, i alfabetisk ordning[1]
- Lomatium ambiguum
- Lomatium attenuatum
- Lomatium bradshawii
- Lomatium brandegeei
- Lomatium californicum
- Lomatium canbyi
- Lomatium caruifolium
- Lomatium ciliolatum
- Lomatium columbianum
- Lomatium concinnum
- Lomatium congdonii
- Lomatium cookii
- Lomatium cous
- Lomatium cusickii
- Lomatium cuspidatum
- Lomatium dasycarpum
- Lomatium dissectum
- Lomatium donnellii
- Lomatium eastwoodiae
- Lomatium engelmannii
- Lomatium erythrocarpum
- Lomatium farinosum
- Lomatium foeniculaceum
- Lomatium geyeri
- Lomatium gormani
- Lomatium graveolens
- Lomatium grayi
- Lomatium greenmanii
- Lomatium hallii
- Lomatium hendersonii
- Lomatium howellii
- Lomatium idahoense
- Lomatium insulare
- Lomatium junceum
- Lomatium juniperinum
- Lomatium laevigatum
- Lomatium latilobum
- Lomatium leptocarpum
- Lomatium lucidum
- Lomatium macrocarpum
- Lomatium martindalei
- Lomatium megarrhizum
- Lomatium minimum
- Lomatium minus
- Lomatium mohavense
- Lomatium nevadense
- Lomatium nudicaule
- Lomatium nuttallii
- Lomatium oreganum
- Lomatium orientale
- Lomatium orogenioides
- Lomatium packardiae
- Lomatium parryi
- Lomatium parvifolium
- Lomatium peckianum
- Lomatium piperi
- Lomatium plummerae
- Lomatium quintuplex
- Lomatium ravenii
- Lomatium repostum
- Lomatium rigidum
- Lomatium rollinsii
- Lomatium salmoniflorum
- Lomatium sandbergii
- Lomatium scabrum
- Lomatium serpentinum
- Lomatium shevockii
- Lomatium stebbinsii
- Lomatium suksdorfii
- Lomatium thompsonii
- Lomatium torreyi
- Lomatium tracyi
- Lomatium triternatum
- Lomatium tuberosum
- Lomatium utriculatum
- Lomatium vaginatum
- Lomatium watsoni